# Макарівська сільська рада (Ширяївський район)
Мака́рівська сільська́ ра́да — колишня адміністративно-територіальна одиниця та орган місцевого самоврядування в Ширяївському районі Одеської області. Адміністративний центр — село Макарове.

## Загальні відомості
- Територія ради: 61,794 км²
- Населення ради: 963 особи (станом на 2001 рік)
- Територією ради протікає річка Малий Куяльник

## Населені пункти
Сільській раді підпорядковані населені пункти:
- с. Макарове

## Населення
Згідно з переписом УРСР 1989 року чисельність наявного населення сільської ради становила 1101 особа, з яких 503 чоловіки та 598 жінок.
За переписом населення України 2001 року в сільській раді мешкало 966 осіб.

### Мова
Розподіл населення за рідною мовою за даними перепису 2001 року:
| Мова       | Відсоток |
| ---------- | -------- |
| українська | 89,82 %  |
| молдовська | 8,00 %   |
| російська  | 1,45 %   |
| болгарська | 0,10 %   |
| румунська  | 0,10 %   |
| інші       | 0,53 %   |

## Склад ради
Рада складалася з 12 депутатів та голови.
- Голова ради: Гедзь Володимир Іванович

### Керівний склад попередніх скликань
| Прізвище, ім'я, по батькові | Основні відомості                                                               | Дата обрання | Дата звільнення |
| --------------------------- | ------------------------------------------------------------------------------- | ------------ | --------------- |
| Гаркава Ірина Вікторівна    | Сільський голова, 1961 року народження, освіта вища, позапартійна               | 26.03.2006   | 31.10.2010      |
| Гаркава Ірина Вікторівна    | Сільський голова, 1961 року народження, освіта вища, позапартійна               | 31.10.2010   | 09.09.2012      |
| Гедзь Володимир Іванович    | Сільський голова, 1965 року народження, освіта середня спеціальна, безпартійний | 09.09.2012   |                 |

Примітка: таблиця складена за даними сайту Верховної Ради України

### Депутати
За результатами місцевих виборів 2010 року депутатами ради стали:

#### За суб'єктами висування
| Суб'єкт висування            | Кількість обраних депутатів | %    |
| ---------------------------- | --------------------------- | ---- |
| Партія регіонів              | 10                          | 83,3 |
| Народна партія               | 1                           | 8,3  |
| Соціалістична партія України | 1                           | 8,3  |

#### За округами
| № округу                     | Прізвище, ім'я, по батькові    | Дата визнання обраним | Освіта  | Партійна приналежність | Відомості про обраного депутата                      |
| ---------------------------- | ------------------------------ | --------------------- | ------- | ---------------------- | ---------------------------------------------------- |
| Народна Партія               |                                |                       |         |                        |                                                      |
| 6                            | Сандуленко Микола Іванович     | 01.11.2010            | вища    | позапартійний          | фермерське господарство «Валентина», голова          |
| Партія регіонів              |                                |                       |         |                        |                                                      |
| 1                            | Косінська Лариса Станіславівна | 01.11.2010            | середня | позапартійна           | Макарівська сільська бібліотека, бібліотекар         |
| 2                            | Глушко Тетяна Павлівна         | 01.11.2010            | вища    | позапартійна           | Макарівська загальноосвітня школа І-ІІІ ст., вчитель |
| 3                            | Еберле Людмила Леонідівна      | 01.11.2010            | середня | позапартійна           | Макарівський фельдшерський пункт, фельдшер           |
| 4                            | Мазуренко Леонід Павлович      | 01.11.2010            | середня | позапартійний          | тимчасово не працює                                  |
| 5                            | Попов Петро Михайлович         | 01.11.2010            | середня | позапартійний          | приватний підприємець «Попов»                        |
| 7                            | Ґедзь Володимир Іванович       | 01.11.2010            | середня | позапартійний          | Макарівська сільська рада, секретар                  |
| 8                            | Бондар Валентина Володимирівна | 01.11.2010            | середня | позапартійна           | Макарівська сільська рада, бухгалтер                 |
| 9                            | Пешевич Антоніна Григорівна    | 01.11.2010            | середня | позапартійна           | «Компанія Інтер-Карго-Сервіс», робоча                |
| 11                           | Дейнега Тетяна Вікторівна      | 01.11.2010            | середня | позапартійна           | відділення зв'язку с Макарове, листоноша             |
| 12                           | Орлійчук Тетяна Михайлівна     | 01.11.2010            | середня | позапартійна           | тимчасово не працює                                  |
| Соціалістична партія України |                                |                       |         |                        |                                                      |
| 10                           | Тарнавський Михайло Юхимович   | 01.11.2010            | середня | позапартійний          | «Компанія Інтер-Карго-Сервіс», робочий               |